# Granite Quarry
Granite Quarry és una població dels Estats Units a l'estat de Carolina del Nord. Segons el cens del 2000 tenia 2.175 habitants.

## Demografia
Segons el cens del 2000, Granite Quarry tenia 2.175 habitants, 871 habitatges i 627 famílies. La densitat de població era de 357,3 habitants per km².
Dels 871 habitatges en un 36,5% hi vivien nens de menys de 18 anys, en un 56,4% hi vivien parelles casades, en un 10,9% dones solteres, i en un 27,9% no eren unitats familiars. En el 23,2% dels habitatges hi vivien persones soles el 10,6% de les quals corresponia a persones de 65 anys o més que vivien soles. El nombre mitjà de persones vivint en cada habitatge era de 2,5 i el nombre mitjà de persones que vivien en cada família era de 2,94.
Per edats la població es repartia de la següent manera: un 26,1% tenia menys de 18 anys, un 8,1% entre 18 i 24, un 30,6% entre 25 i 44, un 21,6% de 45 a 60 i un 13,7% 65 anys o més.
L'edat mediana era de 37 anys. Per cada 100 dones de 18 o més anys hi havia 91,4 homes.
La renda mediana per habitatge era de 41.645 $ i la renda mediana per família de 48.750 $. Els homes tenien una renda mediana de 32.286 $ mentre que les dones 26.285 $. La renda per capita de la població era de 18.633 $. Entorn del 6,4% de les famílies i el 7,8% de la població estaven per davall del llindar de pobresa.

## Poblacions més properes
El següent diagrama mostra les poblacions més properes.